# Robert Cichy
Robert Cichy (ur. 26 czerwca 1980 w Wodzisławiu Śląskim) – polski muzyk, gitarzysta, wokalista, kompozytor, producent i aranżer. Współtwórca zespołów Chilli i June.

## Życiorys
Urodził się w Wodzisławiu Śląskim. Wychował się i edukował w Opolu. Związany jest mocno z opolskim osiedlem ZWM, co często podkreśla w swoim życiorysie. Obecnie mieszka w Warszawie.
W różnym charakterze – jako muzyk sesyjny, koncertowy, kompozytor, aranżer, współwykonawca – współpracował z ponad siedemdziesięcioma muzykami m.in. z: Pauliną Przybysz, Urszulą Dudziak, Michałem Urbaniakiem, Kayah, Marceliną Stoszek, Anią Rusowicz, Smolikiem, Grubsonem, Anią Dąbrowską, Johnem Porterem, Baranovskim.
Od 2018 występuje jako solista. Laureat nagród Fryderyk za pierwsze dwa solowe albumy: Smack (2019, jako wykonawca i jako producent) w kategorii „najlepszy album roku country/blues” oraz za Dirty Sun (2021) w kategorii „najlepszy album roku blues”.
Współpracował z Teatrem Dramatycznym w Warszawie w przedstawieniu w reż. Agnieszki Glińskiej Pippi Pończoszanka, a także z Och-Teatrem i Teatrem Lalka w Warszawie.
Nagrał także m.in. partie gitar do filmu Gotowi na wszystko. Exterminator (2017), a także do kolejnych części serialu Rojst (Rojst 2018; Rojst ’97 2021; Rojst Millenium 2024) emitowanych na platformie Netflix. Jest autorem tekstu i kompozytorem muzyki do reklam telewizyjnych, m.in. Żywiec (2011), Lay’s (2008), gdzie udzielił się także wokalnie.
W 2022 muzyk zaprezentował projekt Robert Cichy gra polskie lata 70., robiąc ukłon w stronę legendarnych polskich zespołów, tworzących szeroko pojętą muzykę alternatywną w latach 70.: Klan, Nurt, Test, Romuald i Roman, Stress, 74 Grupa Biednych, Kram, Jerzy Grunwald & En Face, Arianie, Koman Band, Grupa ABC, Apokalipsa. Jako muzyk chciałbym oddać hołd zespołom, które ukształtowały niejednego współczesnego artystę, a nie miały wcześniej możliwości rozwinąć swojej kariery tak, aby w sposób znaczny zapisać się na muzycznych kartach polskiej historii – powiedział Cichy na łamach TopGuitar.
12 lipca 2024 r. na rynku pojawił się album Spacer po Warszawie (Robert Cichy & goście: Ania Dąbrowska, Barbara Wrońska, Karolina Czarnecka, Magda Dubrowska, Natalia Nykiel, Ugorna, Baranovski, Kev Fox, Piotr Zioła, Robert Gawliński). Jest to album konceptualny, wydany i wyprodukowany przez Narodowe Centrum Kultury, tytuły poszczególnych utworów stanowią nazwy stołecznych ulic. Artyści związani ze stolicą opowiedzieli o wybranych przez siebie miejscach, osobistych wspomnieniach, historiach, które tylko tam się wydarzyły lub mogły wydarzyć. Cichy określa projekt jako „nieoczywisty przewodnik po stolicy”. Robert Cichy jest dyrektorem artystycznym tego projektu, autorem muzyki, producentem, nagrał także wszystkie instrumenty strunowe. W kwietniu 2024 r. ogłoszono, że projekt w pełnym składzie pojawi się na głównej scenie Męskiego Grania podczas koncertu w Warszawie. Projekt w pełnym składzie w lipcu 2024 r. zagrał koncert w Studiu im. A. Osieckiej w Trójce Polskie Radio, a w sierpniu 2024 r. pojawił się na głównej scenie Męskiego Grania podczas koncertu w Warszawie.
Gra na instrumentach strunowych: gitarze, gitarze basowej, banjo, bałałajce, a także okazjonalnie na buzuki i syntezatorach. Jest endorserem japońskiej marki gitar Takamine oraz strun firmy DR Strings.

## Życie prywatne
Syn muzyka Jana Cichego. Siostra, Magda Ziętek, jest skrzypaczką w Narodowej Orkiestrze Symfonicznej Polskiego Radia w Katowicach.
Od 2011 jest mężem Aleksandry, z którą założył wydawnictwo muzyczne, management i studio nagrań Nana Music.

## Galeria

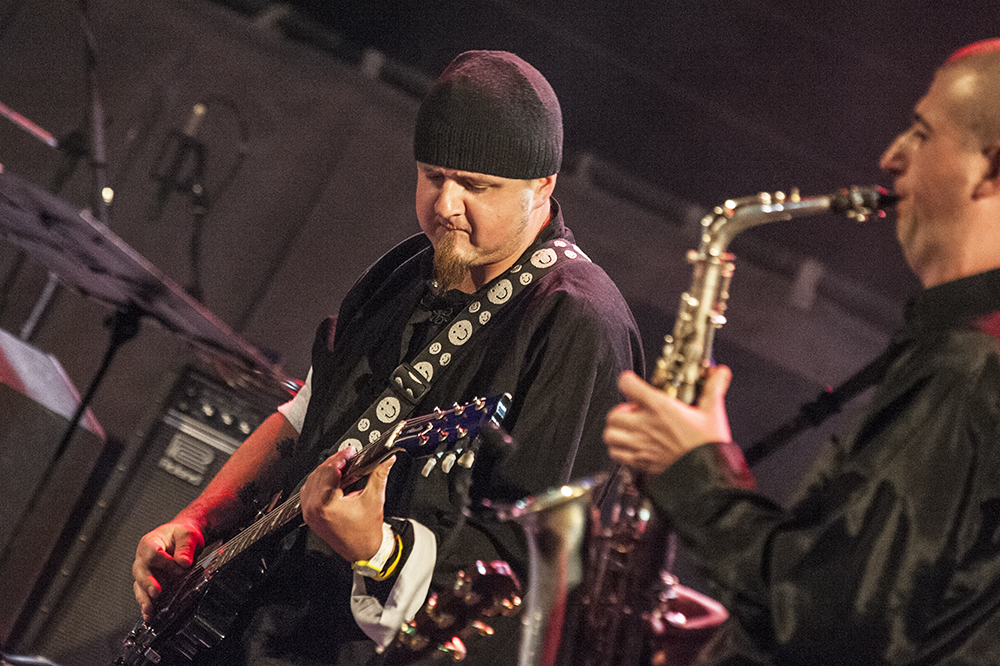
W Sali Kongresowej, Warszawa, wrzesień 2011 r.
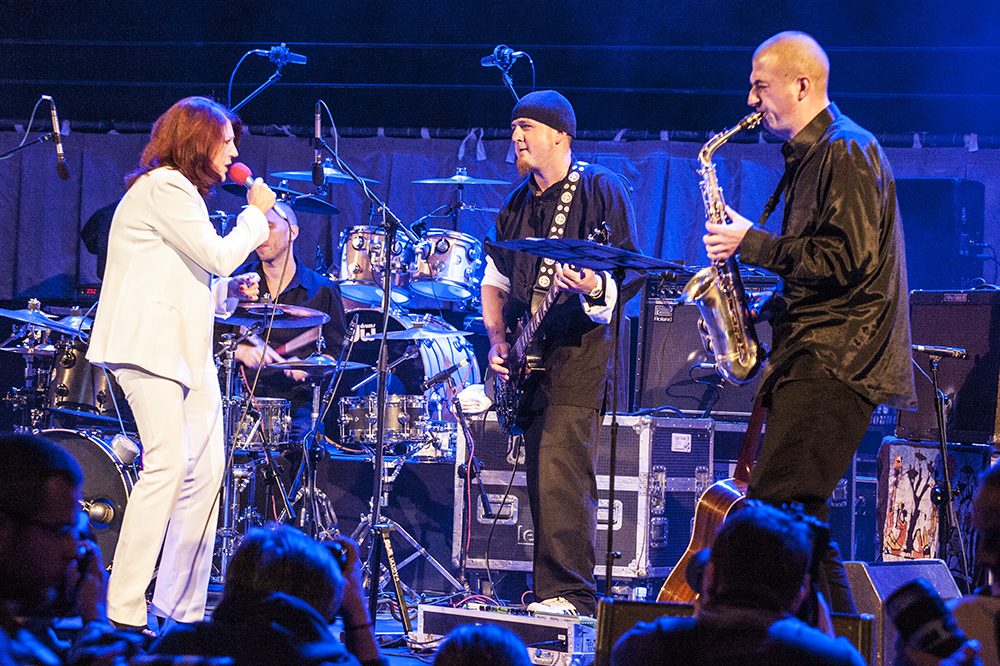
od lewej: Urszula Dudziak, Robert Cichy, Łukasz Poprawski, wrzesień 2011 r.

## Dyskografia

### Albumy solowe
- 2018: Smack (data premiery: 09.02.2018, wydawca: Nana Music)[20]
- 2020: Dirty Sun (data premiery: 26.06.2020, wydawca: Agora Muzyka)[21]
- 2021: 3 & remixed (data premiery: 26.11.2021, wydawca: Nana Music)[22]
- 2023: Robert Cichy gra polskie lata 70. (edycja cyfrowa, data premiery: 3.02.2023, wydawca: Nana Music)[23]
- 2024: Spacer po Warszawie (data premiery: 12.07.2024, wydawca: Narodowe Centrum Kultury)[24]

### Single
- 2014: Close the Door
- 2018: Breaking Bad; Old times girl (feat. Ania Dąbrowska)
- 2019: Smack
- 2020: Piach i wiatr; Rebeliant (feat. Rahim); Jedna noc (feat. Mrozu)
- 2021: Urwana melodia (feat. Kasai); Android / No Echoes rmx; VHS (feat. DJ Eprom)
- 2022: Lunapark
- 2023: Kwiaty niczyje; W kraju milczenia; Złudzenie (DJ BRK feat. Robert Cichy); Nad Nettą (Żurkowski feat. Robert Cichy); Muzyka Kosmosu – piosenka ze słuchowiska Planeta Muzyka (Robert Cichy feat. Natalia Nykiel)
- 2024: Nowolipki (feat. Ania Dąbrowska), Grzybowska (feat. Magda Dubrowska), Miodowa (feat. Baranovski), Rozbrat (feat. Natalia Nykiel), Dobra (feat. Piotr Zioła), Wilcza (feat. Robert Gawliński), Ogrody (feat. Urszula Dudziak)

### Albumy (współpraca)
- 2006: Monika Brodka – Moje piosenki (Sony BMG)[25]
- 2006: Ania Dąbrowska – Kilka historii na ten sam temat (BMG Poland)[26]
- 2007: Karolina Kozak – Tak zwyczajny dzień (Jazzboy Records)[27]
- 2008: June – That’s What I Like (Kayax)[2]
- 2009: Chilli – Chilli (Fonografika)[28][29]
- 2010: Ania Dąbrowska – Ania Movie (Sony BMG)[30]
- 2011: Marcelina Stoszek – Marcelina (EMI Music Poland)[31]
- 2011: Ania Rusowicz – Mój Big-Bit (Universal Music)[32]
- 2011: Halina Mlynkova – Etnoteka (Mystic Production)[33]
- 2012: Ania Dąbrowska – Bawię się świetnie (Jazzboy)[34]
- 2012: June – July Stars (Kayax)[35]
- 2013: Mariusz Lubomski – Lubomski w Trójce Again[36]
- 2013: Marcelina – Wschody / Zachody[37]
- 2014: Ygor Przebindowski – Powidoki powstania warszawskiego[38]
- 2014: Natasza Urbańska – One[39]
- 2014: Shantelle Monique – Sequoia[40]
- 2015: Marcelina – Gonić burzę[41]
- 2015: Grubson – Holizm[42]
- 2015: Eskaubei, Tomek Nowak Quartet – Będzie dobrze[43]
- 2016: Ania Dąbrowska – Dla naiwnych marzycieli[44]
- 2016: Pawbeats – Pawbeats Orchestra[45]
- 2016: Piotr Zioła – Revolving Door[46]
- 2016: Julia Pietrucha – Parsley[47]
- 2017: Tragarze – Tragarze[48]
- 2017: Jarecki – Za wysoko[49]
- 2017: Ania Dąbrowska – The best of
- 2018: L.U.C. – Good L.U.C.K.[50]
- 2018: Pawbeats – OUT[51]
- 2018: Big Cyc – 30 lat z wariatami[52]
- 2019: Mrozu – Aura
- 2020: Phillip Bracken – Wolf Ahead Tiger Behind[53]
- 2021: Jarecki – Totem[54]
- 2021: Jacek „Dżej Dżej” Jędrzejak – Ósmy dzień tygodnia[55]
- 2022: Mrozu – Złote bloki[56]
- 2023: DJ BRK – Juice[57]
- 2023: Żurkowski – Lipcowi
- 2024: Baranovski – Ucieczki i powroty
- 2024: Various Artists - Lipcowe '45
- 2024: Dżej Dżej – Offline

## Nagrody

### Działalność solowa
- 2019: Fryderyki 2019, kategoria: Album roku country/ blues – WYGRANA[7]
- 2019: Męskie Granie Young – 2 miejsce[58]
- 2019: Pl Music Video Awards, kategoria: Debiut reżyserski – nominacja[59]
- 2020: Pl Music Video Awards, kategoria: Ważny przekaz – nominacja[60]
- 2021: Fryderyki 2021, kategoria: Album roku blues – WYGRANA[8]
- 2022: Nagroda Miasta Opole w dziedzinie kultury, kategoria: za aktywność kulturalną promującą miasto w kraju i za granicą – WYGRANA[61]

### Współpraca
Złote płyty:
- Monika Brodka – Moje Piosenki (2006)
- Ania Rusowicz – Mój Big-bit (2011)
- Pawbeats – Pawbeats Orchestra (2016)

Platynowe płyty:
- Ania Dąbrowska – Kilka historii na ten sam temat (2006)
- Ania Dąbrowska – W spodniach czy w sukience (2008)
- Ania Dąbrowska – Ania Movie (2010)
- Ania Dąbrowska – Bawię się świetnie (2012)

Podwójnie platynowe płyty:
- Ania Dąbrowska – Dla naiwnych marzycieli (2016)
- Ania Dąbrowska – The best of (2017)
- Mrozu – Złote bloki (2022)